# All I Do (玉置浩二の曲)
「All I Do」（オール・アイ・ドゥー）は、日本のシンガーソングライターである玉置浩二の楽曲。
1987年7月25日にKitty Recordsから1枚目のシングルとしてリリースされた。玉置のソロ・デビュー・シングルとしてリリースされた作品であり、作詞は松井五郎、作曲およびプロデュースは玉置が担当している。シンプルなメロディーと女性コーラスをメインとしたブラックソウル調の楽曲であり、安全地帯とは全く異なる音楽性となっている。
本作は初のソロ・アルバム『All I Do』（1987年）からの先行シングルとしてリリースされ、オリコンシングルチャートでは最高位10位となった。また、『安全地帯/玉置浩二 ベスト』（1994年）において初めてベスト・アルバムに収録された。

## 背景
安全地帯は5枚目のアルバム『安全地帯V』（1986年）リリース後、2月より「安全地帯Vツアー」を開始、同年5月には香港での公演を終えてツアーは終了となった。6月10日には同ツアーから4月20日から4月25日までの日本武道館公演を収録したライブ・アルバム『安全地帯LIVE』（1987年）がリリースされた。ほぼ同時期に玉置浩二は安全地帯としての活動を一時休止、ロサンゼルスおよび
ロンドンにおいてソロ・アルバムの制作に着手しており、7月25日には先行シングルとなる本作をリリースした。

## 音楽性と歌詞
本作が収録されたアルバム『All I Do』（1987年）のコンセプトは一流の外国人ミュージシャンの演奏をバックに、玉置の歌唱そのものをメインに据える事となっている。同作では曲によってアレンジャーを変えており、プログラミングを駆使した音作りとなっている。また、同作では当初全英語詞での制作も検討されたが、安全地帯より引き続き作詞家の松井五郎を起用し、安全地帯の時とさほど変わらない環境で作詞された。これに関して松井は「せっかく安全地帯と違うものをやるのであれば、僕が詞を書かないほうがいいんじゃないかと思ってもいました」と述べている。
ベスト・アルバム『ALL TIME BEST』（2017年）の楽曲解説では、ブラックソウル調の楽曲で安全地帯の楽曲とは趣が全く異なると表記しており、「メロディはシンプルだが、厚い女性コーラスと鐘の音が壮大なイメージを作りあげている」と表記している。また、本作が以降リリースされる玉置のソロ音楽に対する意思表示であったとも表記されている。

## リリース、プロモーション、チャート成績
本作は1987年7月25日にKitty Recordsより7インチレコードにてリリースされた。同年7月31日および8月14日放送のテレビ朝日系音楽番組『ミュージックステーション』（1986年 - ）に出演し本作を披露した。8月20日放送のTBS系音楽番組『ザ・ベストテン』（1978年 - 1989年）では第10位で初登場となったが1週のみのランクインとなった。
本作はオリコンシングルチャートにおいて最高位10位、登場週数は10回で売り上げ枚数は7.3万枚となった。本作の売り上げ枚数は玉置のシングル売上ランキングにおいて6位となった。2022年に実施されたねとらぼ調査隊による玉置のシングル曲人気ランキングでは17位となった。

## カバー
- ジョー・チェン（鄭敬基） - 広東語バージョン、「陌生人」のタイトルでアルバム『夜顏』（1988年）に収録。

## シングル収録曲
| 全作詞: 松井五郎、全作曲: 玉置浩二。 |              |           |            |                                                      |      |
| #                                    | タイトル     | 作詞      | 作曲・編曲 | 編曲                                                 | 時間 |
| 1.                                   | 「All I Do」 | 松井五郎  | 玉置浩二   | クリス・キャメロン                                   | 3:12 |
| 2.                                   | 「Only You」 | 松井五郎  | 玉置浩二   | ランディ・カーバー／ホーン・アレンジ: ジェリー・ヘイ | 3:31 |
| 合計時間:                            | 合計時間:    | 合計時間: | 6:43       |                                                      |      |

## リリース履歴
| No. | 日付          | レーベル      | 規格                   | 規格品番 | 最高順位 | 備考 |
| --- | ------------- | ------------- | ---------------------- | -------- | -------- | ---- |
| 1   | 1987年7月25日 | Kitty Records | 7インチレコード        | 7DS0170  | 10位     |      |
| 2   | 2017年7月19日 | USM JAPAN     | デジタル・ダウンロード | -        | -        |      |

## 収録アルバム
「All I Do」
- 『All I Do』（1987年）
- 『安全地帯/玉置浩二 ベスト』（1994年）
- 『玉置浩二ベスト・ソングス・フォー・ユー』（1995年）
- 『EARLY TIMES〜KOJI TAMAKI IN KITTY RECORDS』（1997年）
- 『Goro Matsui & Koji Tamaki Ballad Collection -Only You-』（2002年）
- 『ゴールデン☆ベスト 玉置浩二 アーリー・タイムズ・プラス』（2003年）
- 『ALL TIME BEST』（2017年）
- 『THE BEST ALBUM 35th ANNIVERSARY 〜メロディー〜』（2022年）

「Only You」
- 『All I Do』（1987年）
- 『EARLY TIMES〜KOJI TAMAKI IN KITTY RECORDS』（1997年）
- 『Goro Matsui & Koji Tamaki Ballad Collection -Only You-』（2002年）
- 『ゴールデン☆ベスト 玉置浩二 アーリー・タイムズ・プラス』（2003年）